# 신범철 (정치인)
신범철(申範澈, 1970년 10월 7일~)은 대한민국의 제44대 국방부 차관(2022. 5.~2023. 10.)을 지낸 정치인이다.

## 생애
본관은 평산이며, 대전광역시 출신이다. 출생 직후 천안으로 이주했다. 충남대학교 법학과를 졸업하고, 1995년부터 한국국방연구원(KIDA) 연구위원으로 근무하면서 국방정책연구실장, 국방현안팀장, 북한군사연구실장 등을 지냈다. 2008년부터 2010년까지 국회 통일외교통상위원회 자문위원을 지냈다. 2009년 이명박 정부에서 국방부 장관정책보좌관을 지냈다. 2013년부터 2016년까지 박근혜 정부에서 외교부 정책기획관을 역임했다.
2020년 제21대 국회의원 선거 미래통합당(현재 국민의힘) 인재 영입 6호로 충청남도 천안시 갑 선거구 후보로 출마했으나 문진석 더불어민주당 후보에 패배하여 낙선했다. 미래통합당은 신범철 후보가 "문재인 정권의 외교 분야 블랙리스트 피해자"라고 주장했다. 신범철은 "문재인 정부가 외교 정책에 방향성을 잃고 넘어야 하지 말아야 할 선을 넘고 있다. 북핵이라는 위기를 놔두고 진통제만 맞으려 한다는 느낌"이라고 주장하는 등 문재인 정부의 한반도 평화 프로세스 등에 비판적인 입장을 견지했다.
2022년 5월 윤석열 정부에서 국방부 차관으로 임명되었다.

## 학력
- 천안남산초등학교 졸업
- 계광중학교 졸업
- 북일고등학교 졸업
- 충남대학교 법학 학사
- 서울대학교 법학대학원 법학 석사
- 조지타운 대학교 로스쿨 J.D.

## 경력
- 1995. 11. 한국국방연구원 연구위원
- 2008 한국국방연구원 국방정책연구실 실장
- 2009 한국국방연구원 국방현안연구팀 팀장
- 2009~2010 국방부 장관정책보좌관
- 2011~2013. 6. 한국국방연구원 북한군사연구실 실장
- 2013. 7.~2016. 6. 외교부 정책기획관
- ~2018. 3. 국립외교원 교수
- 2018~2020 아산정책연구원 안보통일센터장
- 아산정책연구원 선임연구위원
- 2020~2022 경제사회연구원 원장
- 국민의힘 천안시 갑 당협위원장
- 2022. 5.~2023. 10. 국방부 차관
- 2022. 11.~2023. 10. 국가우주위원회 위원
- 2024. 3.~2024. 4. 제22대 총선 국민의힘 충남도당 선거대책위원회 공동선대위원장
- ~2024. 5. 국민의힘 탈당
- 세종연구소 안보전략센터 수석연구위원

## 역대 선거 결과
|  | 47.92% |

|  | 47.15% |